# Salomon Morel

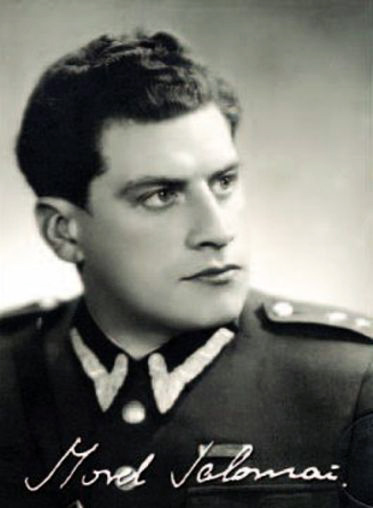
Salomon Morel

Salomon Morel (Garbów, Polen, 15 november 1919 - Tel Aviv, 14 februari 2007) was een Poolse Jood, die door de Poolse regering vervolgd werd voor oorlogsmisdaden na de Tweede Wereldoorlog, van februari tot november 1945.
Hij verloor tijdens de oorlog het grootste deel van zijn familie, onder wie zijn ouders en broer. Als lid van de communistische geheime dienst van Polen werd hij kampcommandant van het concentratiekamp Zgoda in Świętochłowice in Polen, waar na de oorlog Duitsers gevangen werden gehouden die werden beschuldigd van collaboratie met de nazi's. Het kamp was opgezet door de NKVD. Hij nam als kampcommandant wraak voor de moord op zijn familie tijdens de oorlog, door niet alleen collaborateurs te vermoorden, maar ook overige Duitsers uit Silezië. In totaal kwamen bijna 1600 Duitsers om in dat concentratiekamp. Hij vluchtte in 1994 uit zijn geboorteland Polen, dat hem wilde vervolgen voor misdaden tegen de menselijkheid, naar Israël, waar hij ging wonen in Tel Aviv. Poolse verzoeken tot uitlevering uit 1988, april 2004 en juni 2005 werden om verschillende redenen afgewezen.